# Istrian Spring Tour
De Istrian Spring Tour (Kroatisch: Istarsko proljeće) is een meerdaagse wielerwedstrijd op het schiereiland Istrië in Kroatië. De wedstrijd werd in 1961 voor het eerst georganiseerd, enkel voor amateurs. Sinds 2000 wordt de koers, die meestal in maart plaatsvindt en vier etappes omvat inclusief een individuele tijdrit, georganiseerd voor professionele renners. Tot 2006 heette de koers Jadranska Magistrala. Vanaf de eerste editie van de UCI Europe Tour in 2005 staat de wedstrijd op deze kalender. De editie van 2020 werd geannuleerd als gevolg van de coronapandemie.

## Lijst van winnaars

### Meervoudige winnaars
| Zeges | Renner          | Land        | Jaren                  |
| ----- | --------------- | ----------- | ---------------------- |
| 004   | Janez Zakotnik  | Joegoslavië | 1971, 1972, 1974, 1977 |
| 003   | Cvitko Bilić    | Joegoslavië | 1967, 1968, 1970       |
| 002   | Nevio Valčić    | Joegoslavië | 1961, 1962             |
| 002   | Franc Škerlj    | Joegoslavië | 1965, 1966             |
| 002   | Bojan Ropret    | Joegoslavië | 1976, 1979             |
| 002   | Marko Polanc    | Joegoslavië | 1987, 1990             |
| 002   | Andrej Hauptman | Slovenië    | 1997, 2001             |
| 002   | Borut Božič     | Slovenië    | 2005, 2006             |
| 002   | Robert Vrečer   | Slovenië    | 2010, 2011             |
| 002   | Markus Eibegger | Oostenrijk  | 2012, 2015             |
| 002   | Matej Mugerli   | Slovenië    | 2013, 2017             |

### Overwinningen per land
| Zeges | Land                                                                             |
| ----- | -------------------------------------------------------------------------------- |
| 0031  | Joegoslavië                                                                      |
| 0013  | Slovenië                                                                         |
| 0005  | Oostenrijk                                                                       |
| 0002  | Italië, Nederland, Frankrijk, Noorwegen                                          |
| 0001  | België, Bulgarije, Denemarken, Estland, Kroatië, Nieuw-Zeeland, Verenigde Staten |